# Paloue brasiliensis
Paloue brasiliensis är en ärtväxtart som beskrevs av Adolpho Ducke. Paloue brasiliensis ingår i släktet Paloue och familjen ärtväxter. Inga underarter finns listade i Catalogue of Life.